# مجموعه ناچیز
در ریاضیات، مجموعهٔ ناچیز به مجموعه‌ای گفته می‌شود که به اندازه کافی کوچک باشد که بتوان آن را برای اهدافی نادیده گرفت. به عنوان مثال، هنگام مطالعهٔ حد یک دنباله، مجموعه‌های متناهی را می‌توان نادیده گرفت و هنگام مطالعه انتگرال یک تابع قابل اندازه‌گیری، مجموعه‌های پوچ را می‌توان نادیده گرفت.
مجموعه‌های ناچیز چندین مفهوم مفید را تعریف می‌کنند که می‌توانند در موقعیت‌های مختلف، مانند درستی در تقریباً همه‌جا، به کار روند. برای اینکه این مفاهیم کار کنند، عموماً فقط لازم است که مجموعه‌های ناچیز یک ایدئال را تشکیل دهند؛ یعنی مجموعهٔ تهی ناچیز باشد، اجتماع دو مجموعه ناچیز ناچیز باشد و هر زیرمجموعه از مجموعهٔ ناچیز ناچیز باشد. برای برخی اهداف، نیاز داریم که این ایدئال یک سیگما-ایدئال باشد، یعنی اجتماع‌های شمارای مجموعه‌های ناچیز نیز ناچیز باشند. اگر I و J هر دو ایدئال‌های زیرمجموعه‌های مجموعه X باشند، می‌توان از زیرمجموعه‌های I-ناچیز و J-ناچیز سخن گفت.
نقطهٔ مقابل یک مجموعهٔ ناچیز، یک ویژگی عمومی است که اشکال مختلفی دارد.